# Abigail Robinson
Abigail Robinson (parfois surnommée Abbie Robinson) est une grimpeuse britannique née le 29 août 1998. Elle est quadruple championne du monde dans la catégorie handisport B2.

## Biographie
Abigail Robinson commence l’escalade à 13 ans ; elle est diagnostiquée à 17 ans de la maladie de Stargardt, qui lui cause une perte progressive de la vision centrale. Elle continue cependant l’escalade en adaptant sa pratique et participe aux compétitions de handi-escalade.
Robinson commence par des compétitions nationales avant d’intégrer l’équipe du Royaume-Uni pour rejoindre le circuit international. Lors de sa première étape de coupe du monde, en 2018 à Briançon, elle prend la première place.
Elle remporte successivement quatre titres de championne du monde dans la catégorie B2 destinée aux grimpeuses malvoyantes : à Innsbruck en 2018, à Briançon en 2019, à Moscou en 2021 et à Berne en 2023.
En parallèle de sa carrière sportive, elle étudie la communication digitale à l’université avant de se consacrer à l’enseignement de l’escalade.

## Liens
- Ressource relative au sport :   - Fédération internationale d'escalade